# Демократична Республіка Афганістан
Демократична Республіка Афганістан  (ДРА), в 1987 році перейменовано на Республіку Афганістан, існування республіки охоплює період, коли Народно-демократична партія Афганістану (НДПА) керувала країною. НДПА прийшла до влади в результаті державного перевороту — Саурська революція, яка скасувала непопулярний уряд Мухаммед Дауд Хана. Дауда змінив Нур Мухаммед Таракі, як глава держави і уряду 30 квітня 1978 року. Таракі і Хафізулла Амін, організатор Саурської революції, зробили низку непопулярних реформ під час їхнього правління, найпомітнішими з яких є загальна освіта та земельна реформа. Незабаром після революції почалась боротьба за владу між фракціями Народно-демократичної партії Афганістану Хальк на чолі з Таракі і Аміном і парчам на чолі з Бабрак Кармалем. Фракція хальк перемогла, і фракцію парчам було виключено з партії, найвидатніші лідери були заслані у країни Східного блоку і Радянський Союз.
Після того, як вщухла боротьба Халк-Парчам, розпочалася боротьба за владу всередині фракції Хальк між Таракі і Аміном. Амін виграв боротьбу і Таракі було вбито за його наказом. Його правління виявилося дуже непопулярним в Афганістані (у зв'язку з реформами), і в Радянському Союзі. Радянський Союз втрутився, в грудні 1979 року і 27 грудня Амін був убитий радянськими збройними силами. Кармаль став лідером Афганістану. Епоха Кармаля, що тривала 1979—1986 рік, відзначена найбільшими радянськими військовими операціями в Афганістані. Основоположні принципи, конституція, була введено у квітні 1980 року. Політика Кармаля не принесла мир в розорену війною країну, і в 1986 році його змінив на посаді генерального секретаря НДПА Мохаммад Наджібулла.
Наджибулла проводив політику національного примирення з опозицією, нова конституція була введена в 1987 році і були проведені демократичні вибори в 1988 році (які бойкотували моджахеди). Після виведення радянських військ з Афганістану, уряд зіткнулося зі збільшенням опору. 1990 був роком змін в афганській політиці, була введена нова конституція що твердила — Афганістан є ісламською державою, НДПА була перетворена на партію Ватан, яка існує до сьогодення як Афганська демократична партія Ватан. На воєнному фронті, уряд виявився дуже здібним здобувші перемогу в битві за Джалал-Абад. Проте, агресивна збройна опозиція, внутрішні труднощі та спроби державного перевороту з боку фракції Хальк в 1990 році, призвели до падіння уряду Наджібулли у квітні 1992 року.

## Нотатки
1. ↑    - пушту دافغانستان دمکراتی جمهوریت, Dǝ Afġānistān Dimukratī Jumhūriyat
  - дарі جمهوری دمکراتی افغانستان, Jumhūri-ye Dimukrātī-ye Afġānistān
2. ↑    - пушту د افغانستان جمهوریت, Dǝ Afġānistān Jumhūriyat
  - дарі جمهوری افغانستان, Jumhūrī-ye Afġānistān

## Ресурси Інтернету
- Soviet Air Power: Tactics and Weapons Used in Afghanistan by Lieutenant Colonel Denny R. Nelson
- Video on Afghan-Soviet War from the Peter Krogh Foreign Affairs Digital Archives
- Library of Congress Country Study — Afghanistan [Архівовано 12 липня 2012 у Archive.is]
- — Soviet Documents [Архівовано 6 грудня 2019 у Wayback Machine.]
- Online Afghan Calendar with Historical dates [Архівовано 17 червня 2017 у Wayback Machine.]
- Red Army in Afghanistan [Архівовано 22 липня 2013 у Wayback Machine.]